# Alssundbrug
De Alssundbrug (Deens: Alssundbroen) is een brug over de Alssund bij Sønderborg in Denemarken. De brug is gebouwd tussen 1978 en 1981 ter vervanging van de oude Koning Christian X-brug in het centrum van Sønderborg.
Over de brug loopt de autoweg Primærrute 8. Deze weg loopt van Nyborg op Funen naar Tønder in Jutland.